# 齊部
齊部為漢字索引中的部首之一，康熙字典214個部首中的第二百一十個（十四劃的則為第二個）。就繁體中文中，齊部歸於十四劃部首，而簡體中文齐則歸在六劃。齊部將上方左右包合起來，形成半包圍結構為部字。且無其他部首可用者將部首歸為齊部。

## 部首單字解釋
1. qí/ㄑㄧˊ，①禾麥吐穗完整。見說文。②平等、相同。③全部、完全。④周代侯國名，武王封太公望於齊，首都營丘，今山東臨淄。既是春秋五霸又是戰國七雄之一，為秦所滅。⑤朝代名。⑴南北朝時南朝之一。參「南齊」。⑵南北朝時北朝之一。參「北齊」。⑥姓。見萬姓統譜 · 一四。⑦諡名之一。⑧限定。⑨治理。一致。⑩達到某一種高度。⑪排列。⑫並列。⑬中央，通臍。⑭共同地。⑮用鹽梅調味的方法。⑯端整不亂的。⑰聲韻學上「齊齒呼」的簡稱。
2. jì/ㄐㄧˋ，①調配、調和，通劑。②分量。③合金。
3. zī/ㄗ，①盛放於祭器內供祭祀用的穀物，通粢。②指緝邊縫齊的喪服，通𪗋。③下裳的邊緣。
4. zhāi/ㄓㄞ，①齋戒，通齋。②肅敬、莊嚴。

## 字形

金文
小篆

## 名稱
- 漢語：齊部（qíbù，ㄑㄧˊㄅㄨˋ）
- 日本：
- 韓國：

## 字例
| 除部首外之筆劃 | 字例 |
| -------------- | ---- |
| 0              |      |
| 3              |      |
| 4              |      |
| 5              |      |
| 6              |      |
| 7              |      |
| 9              |      |